# Белев, Александр
Александр Белев (болг. Александър Белев; 1900, Лом — 1945, Кюстендил) — болгарский политик и государственный деятель, юрист, один из основателей организации «Союз ратников за прогресс Болгарии». Один из проводников антисемитской политики во время союзных отношений между Болгарией и нацистской Германией.

## Биография
Матерью его была итальянка родом из Далмации по фамилии Миланезе, отец — учитель в Бургасе.
Александр изучал право в Софийском университете, работал адвокатом.
В конце 1930-х годов занимал ответственные должности в МВД Болгарии. В декабре 1941 года Белев отправился на стажировку в Германию, где изучал антиеврейское законодательство нацистской Германии.
В 1942 году занял впервые учреждённую должность «комиссара по еврейским вопросам» Болгарии. Активно сотрудничал с нацистами (особенно с представителями гестапо и личным представителем Адольфа Эйхмана в Болгарии Теодором Даннекером).
В самой Болгарии евреи подверглись преследованиям — их изгоняли из столицы, заключали в трудовые лагеря, конфисковывали имущество. Белев принял участие в активной депортации в нацистские лагеря смерти евреев из присоединённых к Болгарии территорий — Беломорской Фракии, Македонии и Поморавья. В феврале 1943 года организовал депортацию 2000 евреев. В 1943 году освобождён от занимаемой должности.
После поражения болгарского фашизма и прихода к власти Отечественного фронта скрывался, был осуждён заочно Народным судом за сотрудничество с нацистами и государственную измену к смерти. Был опознан на вокзале Кюстендил, где покончил жизнь самоубийством, приняв яд.